# Os Diplomáticos de Monte-Alto
Os Diplomáticos de Monte Alto fue un grupo de rock formado en el barrio de Monte Alto (La Coruña) y encuadrado como uno de los máximos representantes del movimiento bravú.
Tenían un sonido propio y único marcado por el uso del acordeón como instrumento principal, además de influencias ska, punk, folk o de las orquestas típicas de las fiestas populares gallegas. Cantaban en gallego.

## Historia
En 1989, Rómulo Sanjurjo y Xurxo Souto, hasta entonces componentes del grupo folk Belida, son llamados para componer una sintonía para la radionovela Os frigoristas, emitida por Radio Galega. Para la grabación, se juntan con el guitarrista Guni, el bajista Afonso Moram y el batería Berto Moram. El resultado es una maqueta de tres canciones bajo el nombre Rómulo Permui e Os Diplomáticos de Monte Alto, incluyendo la sintonía seleccionada para la novela, una arriesgada versión del tema popular Non chas quero.
Durante el año siguiente, la banda consolida su primera formación estable, con Souto, Sanjurjo, Guni, Berto Moram y el bajista Toni Simoes. El 1 de junio realizan su primer concierto en Porriño. Desde ese momento son llamados a colaborar en varios programas de TVG y graban una segunda maqueta con tres canciones. Moram y Simoes abandonan el grupo, siendo reemplazados por Mangüi Martín al bajo y Pulpiño Viascón a la batería.
En 1991 el grupo graba su primer LP, Arroutada pangalaica, editado por el sello DRO y producido por la Fundación Resentidos (fundada por Antón Reixa, Alberto Torrado y Xavier Devesa). En este disco Os Diplomáticos ya muestran un característico sonido de rock alegre, con ritmo alocado y constante presencia del acordeón.Comienzan la gira Cajo na gripe, cajo na tos, dando más de 40 conciertos por España y Portugal. La hoja interior del vinilo que incluye las letras es dibujada por el artista Tono (Antonio Galán Fuentes). Inmediatamente después de terminarla, ya en 1992 el grupo inicia una nueva minigira, 14 pezas bravas, con un repertorio totalmente nuevo. En los conciertos de la misma, se solicita a los seguidores que aporten letras para el nuevo trabajo discográfico de la banda. 
El segundo álbum del grupo, Parrús, ve la luz en 1993, a través del sello Fonomusic y bajo la producción de José Puga. Este disco presenta un sonido notablemente más agresivo que el de su predecesor, siendo el álbum del grupo con matices más duros. Tras su lanzamiento, se inicia la gira Kontra o mundo, que se prolonga hasta el siguiente año. En ese 1994, Os Diplomáticos llevan a cabo diversos proyectos: graban el documental musical Fillos de pita (dirigido por Fran Pego) y se encargan de la producción ejecutiva del recopilatorio Unión Bravú, que sirve de soporte al conocido como movimiento bravú, formado por grupos como Os Resentidos de Antón Reixa, Yellow pixoliñas o Heredeiros da Crus; además, graban dos temas para el primer disco de la serie A cantar co Xabarín del Xabarín Club.
En 1995, es de nuevo Fonomusic quien publica el tercer disco de Os Diplomáticos, ¡Avante toda!, producido por Kaki Arkarazo y considerado por muchos seguidores como el mejor disco de la banda. En él se muestra un sonido más ligero que el del anterior álbum. El grupo realiza una gira con el mismo título, con especial éxito en el País Vasco. 
En medio de la gira, ya en 1996 el batería Marcos Viascón deja su puesto, siendo sustituido por Xavier Alonso.
Durante esos años, Os Diplomáticos comienzan una relación personal y profesional con el músico Manu Chao, la cual da lugar a proyectos como Los Tres de Monforte (Chao, Sanjurjo y Josito Pereiro).
En 1997, el grupo realiza una nueva gira, Fumareu, consistente en conciertos acústicos en pequeños recintos. Ésta termina con la edición del libro Fumareu, escrito por Xurxo Souto y que incluye el CD Fumareu-Sesión de cámara, publicado por Edicións Xerais de Galicia.
En este año, la banda colabora de nuevo en diversos proyectos culturales: la revista Bravú, el festival A feira das mentiras (en Santiago de Compostela) y el recopilatorio por la oficialidad de la lengua asturiana, L'asturianu muévese, son los más destacados.
Durante 1998, Os Diplomáticos se centran en la preparación de su próximo disco. También realizan la grabación O pregón de Monte Alto, editada junto al libro Toxos e frores del escritor y gran amigo y colaborador del grupo Manuel Rivas.
Es en 1999 cuando por fin aparece el nuevo y cuarto disco de estudio, Capetón, en esta ocasión producido por los miembros del grupo Rómulo y Guni. Este disco toma por tema central la vida y las historias de la mar ("Capetón" es el nombre que los marineros gallegos daban a Ciudad del Cabo, Cape Town), lo que supone un giro radical con respecto a las letras humorísticas, irónicas o surrealistas que caracterizaban al grupo. El cambio de orientación también es considerable en lo musical: las canciones festivas y alegres dejan paso a piezas de mayor seriedad y madurez.
Destacan la utilización puntual de instrumentos como la gaita y el violín y la colaboración de varios músicos y amigos de la banda. A la publicación del disco le sigue una intensiva gira con el mismo título. Durante el año, se incorpora el grupo la percusionista y vocalista Lola de Ribeira. También el gaiteiro Xan Xove que se convertiría en un colaborador habitual. 

En 2000 varios miembros del grupo inician proyectos paralelos. Es el caso de Transportes Hernández y Sanjurjo (con Rómulo Sanjurjo y Julián Hernández de Siniestro Total) y Terra Terremota, formado por Xurxo y Guni.
En 2001 se produce un hecho determinante para el futuro del grupo, con la retirada del mismo de su cantante y líder Xurxo Souto. Junto a él, se va el bajista Mangüi Martín. Os Diplomáticos siguen adelante con las incorporaciones de Manolo Maseda como vocalista y Toni Simoes, quien ya estuviera en los inicios en 1990, como bajista.
Durante el siguiente año se prepara y graba el disco Kömunikandø, que publica el sello Boa a principios de 2003. En él, por primera vez aparecen con el nombre acortado a Os Diplomáticos. Este disco tiene muy poco que ver con toda la trayectoria anterior del grupo, siendo muy notoria la baja de Xurxo Souto como cantante y sobre todo como principal compositor de las canciones. En Kömunikandø, éstas toman nuevos ritmos (algunos de ellos de influencia tropical), el acordeón pierde algo de protagonismo en favor de una sección de viento metal, y la temática de buena parte de las letras es por primera vez de crítica social directa.
En 2005, el grupo anuncia mediante un comunicado de prensa su decisión de acabar con su trayectoria. Para despedirse, realizan una última minigira durante el verano, con un último concierto en el barrio de Monte Alto que los vio formarse.

## Componentes
- Xurxo Souto: voz (1990-2001)
- Rómulo Sanjurjo: acordeón (1990-2005)
- Juan Varela Guni: guitarra (1990-2005)
- Toni Simoes: bajo (1990, 2001-2005)
- Berto Moram: batería (1990)
- Mangüi Martín: bajo (1990-2001)
- Pulpiño Viascón: batería (1990-1996)
- Xavier Alonso: batería (1996-2005)
- Lola de Ribeira: percusiones, voz (1999-2005)
- Manolo Maseda: voz, acordeón (2001-2005)
- Xan Xove: Gaita 1998-2001

## Discografía

### Álbumes
Arroutada Pangalaica (Discos Radiactivos Organizados, 1991).
1. Subhastado
2. A Tropa da Tralla
3. Parrochas
4. San Furancho
5. Marujo Pita
6. Platinos
7. 120 capadores
8. Palavea
9. Dr. Katanga
10. Trangalla
11. Non chas quero

Parrús (Fonomusic, 1993).
1. Parrús
2. Mikaela
3. Apaja o candil
4. Aikegambas
5. Urkiola
6. Nakra
7. Ai! vai
8. Guitiriz
9. Vamos indo
10. Terra brava

¡Avante toda! (Fonomusic, 1995).
1. Talleres Carnotxo
2. O increíble bestilleiro
3. Castiburón
4. O alcalde morreu
5. Dentistas carniceiros
6. Fillos de pita
7. Como o vento
8. Gaiteiro
9. Manda tralla (oda a Arsenio)
10. Vivir na Coruña
11. Fura futbolín
12. Jatilla
13. Escaleras de la cárcel
14. Esta noite hei d'ir alo
15. Peito de uralita

Capetón (Fonomusic, 1999)
1. Aí vos quedades
2. Marola
3. Tomás das Quingostas
4. Ardentía
5. Nordés
6. Berbés
7. Raíña de Galicia
8. Os vellos
9. Estrume
10. Mesejo
11. Lume de biqueira
12. Atún
13. Taberna Monte-Alto
14. Kazikes
15. Antuerpe
16. Mar de Irlanda

(+ bonus track: 24 de xullo - himno da Festa da Dorna)
Kömunikandø (Komunikando) (Boa, 2003).
1. Esperta do teu sono
2. Quero ver
3. Komunikando
4. Están aí!
5. Deixa-me subir o alto
6. Somos Batuko Tabanka
7. Cabo Verde Sabí
8. Exiptano
9. Serafín
10. Tres de trunfos
11. Interdepenmerda
12. Monte Maior
13. A vaca aerofáxica
14. Perikinha (+ bonus track: Galerna)

### EP
Fumareu - Sesión de Cámara (Edicións Xerais de Galicia, 1997)
1. Marola-Berbés
2. Antuerpe
3. Mozambrú. De Galicia a Mozambique
4. Fumareu
5. Kazikes

### Participaciones en recopilatorios
- Gaitas, violines y otras hierbas (Dro, 1992)
- A cantar co Xabarín (Boa, 1994)
- Unión Bravú (Edicións do Cumio, 1994)
- Puro Skanol 3 (editado sólo en EE. UU., 1995)
- ¿Dónde estábas tú? Rock galego (Dro, 1996)
- L'asturianu muévese (L'Aguañaz, 1997) (tema: Gaiteru)
- Radical mestizo, vol. 1 (Fonomusic, 1999)
- Radical mestizo, vol. 2 (Fonomusic, 2000)
- 10 años de independencia (L'Aguañaz, 2003) (tema: Gaiteru)